# Perestroika (Computerspiel)
Perestroika (auch bekannt unter dem Namen Toppler) ist ein Computer-Geschicklichkeitsspiel von LocIS aus dem Jahr 1990 für DOS-PCs.

## Spielablauf
Der Spieler muss einen Frosch über Seerosenblätter auf einem Gewässer steuern, um einen Punkt am oberen rechten Bildschirm zu erreichen. Unterwegs kann man verschiedene farbige Bälle einsammeln (blau, hellblau, rot) und so Bonuspunkte erreichen. Sammelt man gelbe Bälle ein, so gibt es Minuspunkte. Erschwert wird die Fortbewegung dadurch, dass die Blätter schrittweise im Wasser versinken. Dafür entstehen an anderen Stellen neue Seerosenblätter. Zusätzlich wird der Frosch von Gegnern gejagt. Fällt der Frosch durch eine falsche Bewegung oder zu langes Verharren auf einem versinkenden Blatt ins Wasser oder berührt er einen Gegner, stirbt er. In höheren Levels wird die Spielgeschwindigkeit gesteigert, die Seerosenblätter werden zunehmend kleiner und die Anzahl der Gegner nimmt zu. Insgesamt gibt es 25 Levels.

## Entwicklung
Das Spiel wurde 1989 vom russischen Entwickler Nikita Skripkin entwickelt und verkaufte sich laut eigener Aussage millionenfach. Nach dem Erfolg von Perestroika gründete Skripkin 1991 das erste russische Computerspiel-Entwicklerstudio Nikita.

## Adaptionen
Die tschechische Entwickler-Gruppe GCC programmierte 1992 eine Perestrojka betitelte Adaption für den Sinclair ZX Spectrum.
Weiterhin existieren webbasierte Adaptionen in JavaScript und Flash sowie Remakes für mobile Endgeräte, wie z. B. Perestroika Revival oder iPhone Toppler.